# دهستان قپچاق
دهستان قپچاق یکی از دهستان‌های بخش مرکزی شهرستان چهاربرج در استان آذربایجان غربی ایران است.

## جمعیت
براساس سرشماری عمومی نفوس و مسکن در سال ۱۳۹۵، جمعیت دهستان قپچاق برابر با ۵٬۸۵۲ نفر بوده‌است.